# Mark L. Lester
Mark L. Lester   (Cleveland, 26 de novembre de 1946) és un director de cinema, guionista i productor. És conegut com un director prolífic de pel·lícules de culte, incloent el musical disco Roller boogie (1979), la pel·lícula de thriller vigilant Class of 1984 (1982), l'adaptació de Stephen King Ulls de foc (1984), la pel·lícula d'acció d'Arnold Schwarzenegger Commando (1985), la comèdia d'acció Armats i perillosos (1986), protagonitzada per John Candy, Eugene Levy i Meg Ryan i la pel·lícula d'amics Desafiament a Little Tokyo, protagonitzada per Dolph Lundgren i Brandon Lee.

## Carreres professionals
Després del seu debut l'any 1970 amb la pel·lícula documental Twilight of the Mayas, Lester es va convertir ràpidament en un prolífic director/productor/escriptor de pel·lícula B, inicialment deixant la seva empremta amb un trio de pel·lícula B dissenyades per al mercat de drive-in: Steel Arena (1973), Truck Stop Women (1974), i Bobbie Jo and the Outlaw (1976). El 1977, va dirigir el thriller d'alt concepte Stunts, una primera sortida de New Line Cinema, protagonitzada per Robert Forster, Joanna Cassidy, i Richard Lynch, amb una partitura composta per Michael Kamen. Dos anys més tard, va aprofitar la tendència discogràfica amb Roller boogie, protagonitzada per Linda Blair. La pel·lícula tenia un pressupost significativament més gran que les seves pel·lícules anteriors i va ser la primera a ser distribuïda per un gran estudi, amb un èxit modest. Tot i que va rebre crítiques negatives en el seu llançament inicial, des d'aleshores ha guanyat l'estatus de culte com una proverbial càpsula del temps de la passada Era del Disco. Després va fer el thriller criminal d'acció d'explotació Class of 1984, una pel·lícula que gira al voltant de la violència en una escola del centre de la ciutat. La producció canadenca, que va comptar amb una aparició inicial de Michael J. Fox, va ser controvertida en el moment del llançament, però des de llavors ha guanyat l'estatus de culte.
Lester va entrar al corrent principal el 1984 amb l'adaptació de Stephen King Ulls de foc, i va tenir el seu major èxit l'any següent amb Commando, una pel·lícula d'acció d'Arnold Schwarzenegger de gran pressupost produïda per Joel Silver que va recaptar més de 57 milions de dòlars arreu fel món. El 1986, va dirigir i produir la seva primera comèdia, Armats i perillosos, protagonitzada per John Candy, Eugene Levy i Meg Ryan. El 1986, va formar Original Pictures, en substitució de la seva productora original Mark L. Lester Pictures, que havia establert anteriorment a finals dels anys setanta, i tenia cinc pel·lícules planejades, procedents del treball de domini públic amb un pressupost de 66 milions de dòlars. El 1987, a través de Mark Lester Films, havia signat amb la productora cinematogràfica Davis Entreteniment per a la producció de pel·lícules d'acció de 5 a 10 milions de dòlars, que Davis va produir, Lester va dirigir i finançada independentment per dos estudis independents, i el 70% de cada pel·lícula es va poder obtenir per a ús pre-sala. El 1990 va dirigir Curs del '99, una semi-seqüela de Class of 1984, protagonitzada per Malcolm McDowell, Pam Grier, i Stacy Keach. El 1991, va dirigir el clàssic de culte Desafiament a Little Tokyo, protagonitzada per Dolph Lundgren i Brandon Lee.
Lester també va fundar American World Pictures, una companyia de producció i distribució independent. Altres pel·lícules inclouen els thrillers Testimoni perillós (1999) i Blowback (2000), i la pel·lícula per a televisió  Pterodactyl (2005), produït per a Sci Fi Channel. El 2012, va formar una nova empresa de distribució anomenada Titan Global Entertainment.
El gener de 2013, gairebé 10 anys després de dirigir la seva darrera pel·lícula, Lester va dirigir la pel·lícula Poseidon Rex a Belize. La producció es va interrompre breument quan l'actor principal Corin Nemec va resultar greument ferit durant un accident de vaixell mentre la Guàrdia Costanera de Belize transportava el repartiment al plató; Nemec fou substituït després pel protagonista de Charmed Brian Krause.

## Vida personal
Lester es va casar amb Dana Dubovsky, amb qui va tenir dos fills: Jason i Justin. La parella es va divorciar el 2010. Lester també té una filla d'una relació anterior, Janessa (James), que és músic i cantautora.

## Filmografia

### Llargmetratges
| Any  | Títol                      | Director | Productor | Guionista |
| ---- | -------------------------- | -------- | --------- | --------- |
| 1971 | Twilight of the Mayas      | Sí       | Sí        | No        |
| 1973 | Steel Arena                | Sí       | Sí        | Sí        |
| 1974 | Truck Stop Women           | Sí       | Sí        | Sí        |
| 1975 | White House Madness        | Sí       | Sí        | No        |
| 1976 | Bobbie Jo and the Outlaw   | Sí       | Sí        | No        |
| 1977 | Stunts                     | Sí       | No        | No        |
| 1979 | Roller boogie              | Sí       | No        | No        |
| 1982 | Class of 1984              | Sí       | Executiu  | Sí        |
| 1984 | Ulls de foc                | Sí       | No        | No        |
| 1985 | Commando                   | Sí       | No        | No        |
| 1986 | Armats i perillosos        | Sí       | No        | No        |
| 1990 | Curs del '99               | Sí       | Sí        | Story     |
| 1991 | Desafiament a Little Tokyo | Sí       | Sí        | No        |
| 1993 | Justícia extrema           | Sí       | No        | No        |
| 1995 | Night of the Running Man   | Sí       | Sí        | No        |
| 1998 | Double Take                | Sí       | Sí        | No        |
| 1998 | Llaços mortals             | Sí       | Sí        | No        |
| 1999 | Testimoni perillós         | Sí       | Sí        | No        |
| 2000 | Blowback                   | Sí       | Sí        | No        |
| 2003 | Lady Jayne: Killer         | Sí       | Sí        | No        |
| 2003 | Stealing Candy             | Sí       | Sí        | Argument  |
| 2003 | Febre blanca               | Sí       | Sí        | No        |
| 2010 | Groupie                    | Sí       | Executiu  | No        |
| 2013 | Poseidon Rex               | Sí       | Sí        | No        |
| 2014 | Dragons of Camelot         | Sí       | Sí        | No        |

| Només productor executiu - The Funhouse (1981) - Instinct to Kill (2001) - Bad Karma (2002) - The Wisher (2002) - Day of Wrath (2006) - Jurassic Attack (2013) - Toxin (2015) - The Gardener (2020) | Productor només - Tricia's Wedding (1971) (curtmetratge) - Devil's Prey (2001) - Beauty and the Beast (2009) - Sand Sharks (2012) - Social Animals (2018) - High Resolution (2018) - Sleeping With My Student (2019) |  |

### Pel·lícules per vídeo
| Any  | Títol                      | Director | Productor |
| ---- | -------------------------- | -------- | --------- |
| 1996 | L'enemiga pública número 1 | Sí       | Sí        |
| 1997 | The Ex                     | Sí       | Sí        |
| 1999 | La base                    | Sí       | Sí        |

### Telefilms
| Any  | Títol                         | Director | Productor | Guionista |
| ---- | ----------------------------- | -------- | --------- | --------- |
| 1979 | Gold of the Amazon Women      | Sí       | No        | No        |
| 2000 | Sacrifice                     | Sí       | Sí        | No        |
| 2000 | The Base 2: Guilty as Charged | Sí       | Sí        | No        |
| 2005 | Pterodactyl                   | Sí       | Sí        | No        |
| 2007 | Wraiths of Roanoke            | No       | Sí        | No        |
| 2008 | Yeti: Curse of the Snow Demon | No       | Executive | Story     |
| 2011 | Sinbad and the Minotaur       | No       | Sí        | No        |
| 2011 | Jabberwock                    | No       | Sí        | No        |
| 2012 | Dragonwasps                   | No       | Executive | No        |